# Liste der Planetenklassen
Diese Liste der Planetenklassen soll eine Übersicht bieten über die aktuell existierenden Typen mit einer kurzen Beschreibung. Der Liste liegt keine grundlegende Systematik zugrunde. Vielmehr stellt sie eine Zusammenstellung der verwendeten Begriffe dar.

## Legende
| Abkürzungen der Spaltentitel | Abkürzungen der Spaltentitel |
| ---------------------------- | --- |
| Masse                        | Masse ist Kriterium für die Einteilung |
| Dichte                       | Dichte ist Kriterium für die Einteilung |
| Bahn                         | Umlaufbahn ist Kriterium für die Einteilung |
| Zusammensetzung              | Klassen, die eine Aussage über die Zusammensetzung machen, sind vielfach noch hypothetisch da die Möglichkeit zum Nachweis außerhalb des Sonnensystems meist fehlt. |

## Liste
| Klasse                                                   | Masse                       | Dichte                      | Bahn                        | Zusammensetzung             | Bemerkungen | Beispiel                      |
| -------------------------------------------------------- | --------------------------- | --------------------------- | --------------------------- | --------------------------- | --- | ----------------------------- |
| Klassen im Sonnensystem                                  |                             |                             |                             |                             | |                               |
| Erdähnlicher Himmelskörper                               | Grünes Häkchensymbol für ja | Grünes Häkchensymbol für ja | —                           | —                           | Gesteinsplanet mit fester Oberfläche. Je nachdem ist die Definition sehr weit gefasst.                                                            | Erde                          |
| Riesenplanet                                             | Grünes Häkchensymbol für ja | —                           | —                           | —                           | Übergreifende Bezeichnung für die Gasplaneten des Sonnensystems                                                                                   | Jupiter                       |
| Gasriese                                                 | Grünes Häkchensymbol für ja | —                           | —                           | —                           | Bezeichnung für die größeren Gasplaneten | Jupiter                       |
| Eisriese                                                 | Grünes Häkchensymbol für ja | —                           | Grünes Häkchensymbol für ja | —                           | Bezeichnung für die kleineren Gasplaneten | Neptun                        |
| Klassen, die außerhalb der Sonnensystems entdeckt wurden |                             |                             |                             |                             | |                               |
| Hot Jupiter                                              | Grünes Häkchensymbol für ja | —                           | Grünes Häkchensymbol für ja | —                           | Gasriesen, die jedoch in einer extrem engen Bahn den Zentralstern umkreisen.                                                                      | 51 Pegasi b                   |
| Hot Neptune                                              | Grünes Häkchensymbol für ja | —                           | Grünes Häkchensymbol für ja | —                           | Kleinere Gasplaneten, die jedoch in einer extrem engen Bahn den Zentralstern umkreisen.                                                           | My Arae c (Kandidat)          |
| Mega-Erde                                                | Grünes Häkchensymbol für ja | Grünes Häkchensymbol für ja | —                           | —                           | Planeten mit erdähnlicher Dichte, jedoch deutlich größerer Masse                                                                                  | Kepler-10c (Kandidat)         |
| Supererde                                                | Grünes Häkchensymbol für ja | Grünes Häkchensymbol für ja | —                           | —                           | Planeten mit erdähnlicher Dichte, jedoch größerer Masse. Supererden, respektive Mini-Neptune sind mutmaßlich die häufigsten Planeten im Weltraum. | Gliese 876 d                  |
| Mini-Neptun                                              | Grünes Häkchensymbol für ja | Grünes Häkchensymbol für ja | —                           | —                           | Überlappende Kategorie zur Supererde, jedoch geht man hier im Allgemeinen von einer geringeren Dichte aus.                                        | Kepler-11f                    |
| Zuckerwatte-Planet                                       | Grünes Häkchensymbol für ja | Grünes Häkchensymbol für ja | —                           | —                           | Gasplanet, mit extrem geringer Masse und entsprechend auch sehr niedriger Dichte.                                                                 | Kepler-51b                    |
| Exzentrischer Jupiter                                    | Grünes Häkchensymbol für ja | —                           | Grünes Häkchensymbol für ja | —                           | Gasplanet mit sehr großer Differenz zwischen Aphel und Perihel.                                                                                   | HD 80606 b                    |
| Ultrakurzperiodischer Planet                             | —                           | —                           | Grünes Häkchensymbol für ja | —                           | Planet mit extrem kurzer Umlaufzeit um den Zentralstern.                                                                                          | 55 Cancri e                   |
| Zirkumbinärer Planet                                     | —                           | —                           | Grünes Häkchensymbol für ja | —                           | Planet, der in einem Mehrfachsternsystem gleich zwei Sterne umrundet.                                                                             | Kepler-16b                    |
| Pulsar-Planet                                            | —                           | —                           | Grünes Häkchensymbol für ja | —                           | Planet, der einen Pulsar umrundet | Poltergeist                   |
| Jupiter analog                                           | Grünes Häkchensymbol für ja | —                           | Grünes Häkchensymbol für ja | —                           | Gasriese, der in Masse und Umlaufbahn zum Jupiter vergleichbar ist.                                                                               | HD 150706 b                   |
| Super-Jupiter                                            | Grünes Häkchensymbol für ja | —                           | —                           | —                           | Gasplanet mit deutlich höherer Masse als Jupiter, jedoch weniger Masse als bei einem Braunen Zwerg                                                | 55 Cancri d                   |
| Hypothetische Klassen                                    |                             |                             |                             |                             | |                               |
| Augapfelplanet                                           | Grünes Häkchensymbol für ja | Grünes Häkchensymbol für ja | Grünes Häkchensymbol für ja | -                           | Terrestrischer Planet mit gebundener Rotation in der habitablen Zone                                                                              | Proxima Centauri b (Kandidat) |
| Chthonischer Planet                                      | Grünes Häkchensymbol für ja | Grünes Häkchensymbol für ja | —                           | Grünes Häkchensymbol für ja | Bezeichnung einen Gasriesen, der jedoch seine Atmosphären verloren hat. Ähnlich dem Begriff Mega-Erde.                                            | Kepler-10c (Kandidat)         |
| Eisenplanet                                              | —                           | —                           | —                           | Grünes Häkchensymbol für ja | Planet, der beinahe vollständig aus Eisen besteht und keinen Mantel vergleichbar zur Erde aufweist.                                               | —                             |
| Kohlenstoffplanet                                        | —                           | —                           | —                           | Grünes Häkchensymbol für ja | Planet mit deutlich höherem Kohlenstoffanteil im Vergleich zu den Gesteinsplaneten des Sonnensystems, welche einen hohen Silikatanteil haben.     | —                             |
| Ozeanplanet                                              | —                           | —                           | —                           | Grünes Häkchensymbol für ja | Wasserbedeckte Planeten ohne feste Oberfläche | GJ 1214 b (Kandidat)          |
| Hycean-Planet                                            | —                           | —                           | —                           | Grünes Häkchensymbol für ja | Bezeichnung für einen massereicheren, wasserreichen Planeten mit deutlich höheren Temperaturen und dichterer Atmosphäre.                          | K2-18b (Kandidat)             |
| Supervenus                                               | —                           | Grünes Häkchensymbol für ja | —                           | Grünes Häkchensymbol für ja | Gesteinsplanet vergleichbar zur Venus, jedoch mit höherer Masse                                                                                   | Gliese 832c (Kandidat)        |
| Super Mercury                                            | —                           | Grünes Häkchensymbol für ja | —                           | Grünes Häkchensymbol für ja | Gesteinsplanet mit höherer Masse als Merkur, der jedoch aufgrund seiner Sternnähe die Atmosphäre verloren hat.                                    | KIC 12557548b (Kandidat)      |